# Miquel Gual Bauzà
Miquel Gual Bauzà (Sant Joan, 15 de desembre de 1919 - Sant Joan, 3 de desembre de 2010) va ser un ciclista mallorquí que fou professional entre 1944 i 1956. Els seus principals èxits esportius els aconseguí a la Volta ciclista a Espanya, on obtingué vuit victòries d'etapa, i a la Volta a Catalunya on n'obtingué onze. Una vegada retirat va exercir durant un breu període de director esportiu.
El gener de 2022 l'Ajuntament de Sant Joan va decidir canviar el nom del poliesportiu municipal i posar-li en nom "Poliesportiu municipal Gual, Company, Karmany" en record als ciclistes Miquel Gual Bauzà, Gabriel Company Bauzà i Antoni Karmany Mestres.

## Palmarès
- 1945
  - Vencedor de 3 etapes a la Volta a Espanya
  - Vencedor de 4 etapes a la Volta a Catalunya
  - 1r al Circuit del Nord i vencedor de 2 etapes
- 1946
  - Vencedor d'una etapa a la Volta a Espanya
  - Vencedor de 2 etapes a la Volta a Catalunya
  - 1r al Trofeu Masferrer
- 1947
  - Vencedor de 3 etapes a la Volta a Catalunya
  - 1r al Trofeu Masferrer
  - 1r al Gran Premi Pascuas
  - 1r al Circuit de Getxo
  - Vencedor d'una etapa de la Volta a Burgos
- 1948
  - Vencedor de 4 etapes a la Volta a Espanya
  - Vencedor d'una etapa a la Volta a Catalunya
- 1949
  - 1r a la Clásica de los Puertos
- 1950
  - 1r a la Volta a Astúries
- 1952
  - Vencedor d'una etapa del Gran Premi Ajuntament de Bilbao
- 1955
  - Vencedor d'una etapa de la Volta a Catalunya
- 1956
  - Vencedor d'una etapa de la Volta a Astúries

### Resultats a la Volta a Espanya
- 1945. 4t de la classificació general. Vencedor de 3 etapes
- 1946. Abandona. Vencedor d'una etapa
- 1948. 9è de la classificació general. Vencedor de 5 etapes
- 1955. 25è de la classificació general

### Resultats al Giro d'Itàlia
- 1953. 57è de la classificació general